# John Lough
John Lough  (* 19. Februar 1913 in Newcastle upon Tyne; † 21. Juni 2000 in Durham) war ein britischer Romanist und Literaturwissenschaftler.

## Leben und Werk
John Lough war der Enkel des Bildhauers John Graham Lough (1798-1876).  Er ging in Newcastle upon Tyne zur Schule und bezog 1931 die Universität Cambridge. Nach einem Parisaufenthalt promovierte er 1937 mit der Arbeit Some Aspects of  the Life and Thought of Baron d‘Holbach. Lough lehrte zuerst als Assistant Lecturer, ab 1945 als Lecturer an der University of Aberdeen. 1946 wurde er Lecturer in Cambridge. Von 1952 bis 1978 war er Ordinarius für Französisch an der University of Durham (von 1965 bis 1967 auch Dekan). 

Lough war Ehrendoktor der Universität Clermont-Ferrand (1967), Mitglied der British Academy (1975) und D.Litt. der Newcastle University (1992). Er war Offizier des Ordre national du Mérite (1973).

John Lough war verheiratet mit Muriel Lough, geb. Barker (1913-1998).

## Werke
- (Hrsg.) Locke’s Travels in France, 1675-1679. As related in his journals, correspondence and other papers, Cambridge 1953, 2008, New York 1984
- (Hrsg.) Diderot. Selected philosophical writings, Cambridge 1953, 1987
- (Hrsg. mit Muriel Lough) Twentieth Century French Translation Passages (prose and verse), London 1953, 1973
- An Introduction to Seventeenth Century France, London 1954
- The Encyclopédie of Diderot and d’Alembert. Selected articles, Cambridge 1954
- Paris Theatre Audiences in the Seventeenth & Eighteenth Centuries, London 1957, 1965, 1972
- An Introduction to Eighteenth Century France, London 1960
- (Hrsg. mit Frederick Charles Roe) French prose composition. Two hundred English passages selected, London 1963
- Essays on the Encyclopédie of Diderot and D’Alembert, London 1968
- The ’Encyclopédie’ in eighteenth-century England, and other studies, Newcastle upon Tyne 1970
- The Encyclopédie, London 1971, Genf 1989
- (Hrsg. mit Richard Narum Schwab und Walter Edwin Rex) Inventory of Diderot’s Encyclopédie, 7 Bde., Genf 1971-1972-1984
- The contributors to the Encyclopédie, London 1973
- (Hrsg. mit Jacques Proust) Diderot, L’Encyclopédie, 4 Bde., Paris 1976
- Writer and public in France  from the Middle Ages to the present day, Oxford 1978 (französisch: L'Écrivain et son public, Paris 1987)
- (mit Muriel Lough) An Introduction to 19th-century France, London 1978
- Seventeenth-century French drama. The background, Oxford 1979
- The Philosophes and post-revolutionary France, Oxford 1982
- France observed in the seventeenth century by British travellers, Stocksfield 1985
- (mit Elizabeth Merson, geb. Lough) John Graham Lough, 1798-1876. A Northumbrian sculptor, Woodbridge 1987
- France on the eve of revolution. British travellers’ observations 1763-1788, London 1987